# Sobralia semperflorens
Sobralia semperflorens är en orkidéart som beskrevs av Friedrich Fritz Wilhelm Ludwig Kraenzlin. Sobralia semperflorens ingår i släktet Sobralia och familjen orkidéer.
Artens utbredningsområde är Bolivia. Inga underarter finns listade i Catalogue of Life.